# 鐘有輝
鐘有輝（1946年—），1946年於台北市出生，現居於新北市三峽。其畢業於國立台灣師範大學美術系，與妻子林雪卿為大學同學，師承廖修平，1970年代與董振平、林昌德、曾曬淑、謝宏達、樂亦萍、崔玉良、黃國全、何麗容和妻子林雪卿等共同創立十青版畫會。

## 研究方向
與妻子皆致力於版畫之推廣，為現任的中華民國版畫學會顧問，並創立台灣藝術大學的版畫中心、版畫研究所。另外，也數次籌畫國際版畫交流展與大型國際版畫邀請展暨學術研討會。然而，除版畫外，其創作亦有油畫、水彩、壓克力或多媒材應用。

## 創作風格
其作品大多色彩繽紛，且以草葉為創作題材。